# グルタチオン-アスコルビン酸回路

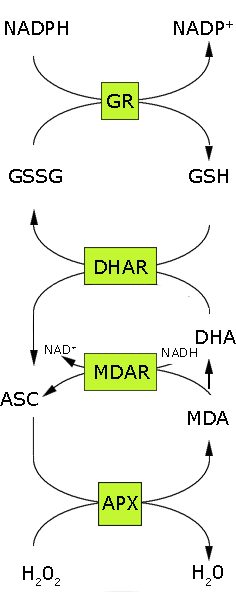
グルタチオン-アスコルビン酸回路、略称は本文中に記載。

グルタチオン-アスコルビン酸回路は、代謝の過程で発生する活性酸素種である過酸化水素（H2O2）を解毒化する代謝経路である。グルタチオン-アスコルビン酸回路には、アスコルビン酸、グルタチオン、NADPH及び代謝に関連する酵素等の抗酸化物質が含まれている。 
この経路の最初のステップでは、過酸化水素は、アスコルビン酸を電子供与体として利用してアスコルビン酸ペルオキシダーゼ（APX）によって水に還元される。
酸化されたアスコルビン酸（モノデヒドロアスコルビン酸（MDA））は、モノデヒドロアスコルビン酸レダクターゼ (NADH)（MDAR）によってアスコルビン酸（ASC）に再生される。
しかし、モノデヒドロアスコルビン酸は反応性が高く、迅速に還元されない場合にはアスコルビン酸とデヒドロアスコルビン酸（DHA）に不均化する。デヒドロアスコルビン酸は、還元型グルタチオン（GSH）を消費してデヒドロアスコルビン酸レダクターゼ（DHAR）によってアスコルビン酸に還元され、酸化型グルタチオン（GSSG）（グルタチオンジスルフィド）を生成する。最後に、酸化型グルタチオンは、NADPHを電子供与体として利用してグルタチオンレダクターゼ（GR）によって還元される。こうしてアスコルビン酸とグルタチオンが消費されることはない。電子は実質的にNADPHからH2O2に流れることとなる。デヒドロアスコルビン酸の還元は、非酵素的または例えばグルタチオン-S-トランスフェラーゼオメガ1やグルタレドキシンなどのようにデヒドロアスコルビン酸レダクターゼ（DHAR）活性を有したタンパク質によって触媒される。 
植物では、グルタチオン-アスコルビン酸回路は、細胞質、ミトコンドリア、色素体及びペルオキシソームで機能する。グルタチオン、アスコルビン酸及びNADPHは、植物細胞に高濃度で存在しているので、グルタチオン-アスコルビン酸回路が過酸化水素の解毒に重要な役割を担っていることが想定される。それにもかかわらず、チオレドキシンまたはグルタレドキシンを還元基質として利用したペルオキシレドキシンやグルタチオンペルオキシダーゼを含む他の酵素（ペルオキシダーゼ）もまた、植物での過酸化水素の解毒に貢献している。

## 関連事項
- 抗酸化物質
- 酸化ストレス
- ペルオキシダーゼ